# Kaiserliches Decret, welches die Organisation des Staatsraths und des Collegiums betrifft
Das Kaiserliche Decret, welches die Organisation des Staatsraths und des Collegiums betrifft (französisch Décret imperial portant Organisation du Conseil d'état et du College) wurde von Napoleon am 15. März 1812 als kaiserliches Dekret für das Großherzogtum Berg erlassen. Das Dekret betrifft die Organisation eines Staatsrats (im deutschsprachigen Originaltext Staatsrath, in der französischen Fassung Conseil d'état) und eines Kollegiums (im deutschsprachigen Originaltext Collegium, in der französischen Fassung College). Es wurde als „Umriß einer zukünftigen Verfassung“ des Großherzogtums gesehen.

## Inhalte
Gegenstand des Dekrets war primär die Regelung der Regierung und Gesetzgebung im Großherzogtum. Im Vergleich zu vollständigen Verfassungen fehlten eine Vielzahl von Sachverhalten wie zum Beispiel die Definition des Staatsgebiets, Definition der Staatsform, Grundrechte oder die Justizverfassung.
Der Staatsrat bestand danach aus vierzehn Mitgliedern und acht «Auditeurs» (nicht stimmberechtigten Mitgliedern). Seine Aufgabe bestand unter anderem darin, über die Entwürfe der napoleonischen Dekrete zu beraten und sie zu begutachten, in Konflikten zwischen Verwaltung und Gerichtsbehörden zu entscheiden und Rechnungen über öffentlichen Gelder zu prüfen. Der Justizminister war als Präsident des Gremiums vorgesehen. 
Das Kollegium war nach dem Dekret jährlich einzuberufen. Seine Aufgabe war es, die direkten Steuern auf die Départements, Arrondissements und Kommunen zu verteilen. Es bestand aus zehn berufenen Mitgliedern, die sich im zivilen oder militärischen Bereich ausgezeichnet hatten, sowie aus 75 Mitgliedern aus den Kantonen. Die Mitglieder des Kollegiums sollten auf Lebenszeit berufen werden. 
Paragraf 1 Artikel 8 hob die bisherigen General-Departementalräte, Arrondissementsräte und Präfekturräte auf.
Die Anlagen des Dekrets nannten die Kantone und die Zahl ihrer Deputierten für die Kantonsversammlungen der Notabeln. An der Kantonsversammlung hatten nach dem Dekret 75 Deputierte teilzunehmen; die größte Zahl stellte danach der Kanton Düsseldorf mit vier Deputierten, gefolgt von Elberfeld mit drei Deputierten. Die übrigen Kantone hatten zwei oder einen Deputierten zu stellen.

## Einordnung
Im Rahmen der Napoleonischen Kriege wurden in der Franzosenzeit eine Reihe neuer Staaten eingerichtet. In Deutschland waren das neben dem Großherzogtum Berg das Königreich Westphalen und das Großherzogtum Frankfurt. In diesen Staaten sollten nach französischem Vorbild eine moderne Verwaltung und Justiz eingerichtet werden. Hierzu zählten beispielsweise die Abschaffung der Patrimonialgerichte und der Leibeigenschaft, die Einführung der Gewerbefreiheit, der Gewaltenteilung, der Gleichberechtigung der Juden und des Code civil. Zu diesen Reformen gehörte auch die Einführung von Verfassungen.
Während diese Verfassungen in den anderen beiden Staaten mit der Constitution des Königreichs Westphalen sowie dem Höchsten Organisations-Patent der Verfassung des Großherzogtums Frankfurt umgesetzt wurde, kam es im Großherzogtum nie zu einer geschriebenen Verfassung.
Insbesondere die französischen Vertreter vor Ort standen einer regelrechten Verfassungsgebung ablehnend gegenüber. Napoleon selbst wollte sich von einer Verfassung nicht in seinen Entscheidungen binden lassen. Verschiedene ausgearbeitete Entwürfe blieben daher ohne Wirkung.
Das Kaiserliche Decret, welches die Organisation des Staatsrats und des Collegiums betrifft, regelte lediglich Teilbereiche und konnte die Funktion einer Verfassung nicht erfüllen.